# كارلوس سانتانا (لاعب كرة قدم)
كارلوس سانتانا (بالإسبانية: Carlos Santana)‏ (12 يونيو 1953 - ) هو مدرب كرة قدم ولاعب كرة قدم كوستاريكي في مركز الوسط، شارك في الألعاب الأولمبية الصيفية 1984. وشارك مع منتخب كوستاريكا لكرة القدم. أما مع النوادي، فقد لعب مع ديبورتيفو سابريسا.

## وصلات خارجية
- كارلوس سانتانا على موقع الاتحاد الدولي (مؤرشف)  (الإنجليزية)
- كارلوس سانتانا على موقع ناشيونال فوتبول تيمز (الإنجليزية)
- كارلوس سانتانا على موقع اللجنة الأولمبية الدولية (الإنجليزية)
- كارلوس سانتانا على موقع أوليمبيديا (الإنجليزية)